# Grand strategy wargame
Grand strategy wargame (ang.) – gatunek gier komputerowych, będący odmianą gier strategicznych.
W globalnych grach strategicznych gracz kieruje państwem z najwyższego, politycznego szczebla zarządzania na najwyższym szczeblu w zakresie m.in. gospodarki, polityki, dyplomacji oraz działań wojskowych. Charakteryzują się one dużym skomplikowaniem rozgrywki, np. poprzez wielopłaszczyznowe skutki danej decyzji. Gry tego rodzaju dążą do jak najwierniejszego odwzorowania polityki wewnętrznej i zagranicznej, w przedstawionym świecie.
Przykładami gier z gatunku są serie Hearts of Iron, Europa Universalis i Hegemony.